# Dominic Agostino
Dominic Agostino (14 tháng 10 năm 1959 – 24 tháng 3 năm 2004) là một chính trị gia người Canada, người đại diện cho việc tranh cử Hamilton East cho Đảng Tự do trong Hội đồng Lập pháp Ontario từ năm 1995 cho đến khi ông qua đời năm 2004.

## Tuổi thơ
Sinh ra ở Sicily, Ý, Agostino lớn lên ở Hamilton, Ontario và theo học trường Mohawk College tại thành phố đó. Ông làm cố vấn phục hồi chức năng cho Ontario March of Dimes, và là trợ lý đặc biệt cho Bộ trưởng Văn hóa Ontario Lily Munro từ năm 1985 đến 1987.

## Chính trị
Agostino được bầu làm ủy viên hội đồng trường Công giáo riêng biệt trong hội đồng Hamilton-Wentworth ở tuổi 21, phục vụ từ năm 1980 đến 1987. Ông đã vận động trong bầu cử cấp tỉnh năm 1985 ở Hamilton Mountain và đứng thứ ba chống lại Đảng Dân chủ mới Brian Charlton. Sau đó, ông phục vụ như một ủy viên trong Hội đồng thành phố Hamilton từ năm 1987 cho đến bầu cử cấp tỉnh năm 1995.
Ông được bầu làm Nghị sĩ Quốc hội tỉnh cho Hamilton East. Ông là ứng cử viên tự do đầu tiên giành chiến thắng từ năm 1937 và là thành viên đầu tiên của cộng đồng người Ý của Hamilton giành chiến thắng trong một cuộc bầu cử cấp tỉnh ở bất cứ đâu trong thành phố. Ông đã đánh bại Andrew MacKenzie, con trai của Bộ trưởng Lao động của Đảng Dân chủ mới Bob Mackenzie, với khoảng 4.000 phiếu bầu.
Bầu cử năm 1995 đã được Đảng Bảo thủ Tiến bộ giành chiến thắng và Agostino nhanh chóng nổi lên như một nhân vật nổi bật trong phe đối lập nghị viện. Ông trở thành người phát ngôn hàng đầu cho cánh trái của Đảng Tự do, và nhận được lời khen ngợi đặc biệt cho hoạt động của ông với tư cách là Nhà phê bình Môi trường của Đảng từ năm 1996 đến 1999.
Năm 1996, Agostino ủng hộ đấu thầu không thành công của Gerard Kennedy cho sự lãnh đạo của Đảng. Ông được bầu lại mà không gặp khó khăn trong cuộc bầu cử cấp tỉnh năm 1999, và phục vụ với tư cách là Thủ lĩnh phe đối lập từ năm 1999 đến 2002. Không giống như một số người khác trong Đảng của ông, ông đã ủng hộ sự hợp nhất của Thành phố Hamilton vào năm 2000.
Đảng Tự do đã giành được một chính phủ đa số trong cuộc bầu cử cấp tỉnh năm 2003, mặc dù Agostino đã được bầu lại với tỷ lệ chiến thắng giảm đi đôi chút. Trước sự ngạc nhiên của nhiều người trong tỉnh, ông đã không được bổ nhiệm vào nội các đầu tiên của Dalton McGuinty vào tháng 10 năm 2003. Điều này được giải thích rộng rãi như một trò chơi khăm, nhưng các sự kiện sau đó đã đưa ra quyết định trong một ánh sáng khác: Agostino qua đời vào ngày 24 tháng 3 năm 2004, ung thư gan. Ông đã chiến đấu với căn bệnh này một thời gian và đã trải qua phẫu thuật trong chiến dịch năm 2003, mặc dù thông tin này không được công khai cho đến khi ông qua đời.
Trong một cuộc bầu cử sơ bộ để lấp đầy ghế lập pháp của mình được tổ chức vào ngày 13 tháng 5 năm 2004, anh trai của ông, Ralph, một ủy viên hội đồng trường Công giáo riêng biệt, đã không giữ được ghế Hamilton East cho Đảng Tự do, thua xa ủy viên hội đồng thành phố và ứng cử viên NDP Andrea Horwath.

## Tính dục
Ngay sau khi ông qua đời, tạp chí cộng đồng LGBT fab có trụ sở tại Toronto đã xuất bản một tác phẩm có tựa đề "Tại sao ông ấy lại chết như một người đàn ông thẳng?", trong đó tác giả, Eleanor Brown, đã cáo buộc rằng Agostino đang che giấu về tình dục của mình; bà nhấn mạnh sự hỗ trợ của Agostino về việc trao quyền lợi cho vợ hoặc chồng cho các đối tác đồng giới, tham dự Ngày Gay tại Wonderland của Canada năm 1997 và bảo trợ thường xuyên các câu lạc bộ ở khu vực Church and Wellesley của Toronto. Cả Agostino và bạn bè của ông đều không đưa ra bất kỳ tuyên bố công khai nào về vấn đề này. Agostino được trích dẫn khi nói: "Miễn là bạn kiên định, cuộc sống riêng tư của bạn nên được giữ kín."
Truyền thông ban đầu đưa tin về cái chết của ông nói sai rằng ông đã kết hôn, đặt tên là chị dâu của Agostino là vợ ông. Điều này nhanh chóng bị giới truyền thông rút lại, và được cho là do một nhà báo giải thích sai về thông cáo báo chí của chính phủ thông báo về cái chết của Agostino ("Suy nghĩ và tình yêu của chúng tôi là với mẹ của Dominic, Theresa, anh trai của ông là Ralph và vợ của ông, Mary, chồng của bà, Tony, và các cháu trai và cháu gái yêu quý của Dominic.")